# 진성 (가수)
진성(본명:진성철, 1960년 8월 6일 ~ )은 대한민국의 가수 겸 방송인이다.
1997년에 가수로 데뷔했으며 인기 곡 〈태클을 걸지마〉·〈내가 바보야〉·〈안동역에서〉·〈보릿고개〉 등으로 유명세를 탔다. 2016년 11월에 림프종 혈액암과 심장판막증 판정을 받아 수술을 받은 이후 완치 판정을 받았고 50년 지기 고향동생 가수 진현과 2018년에 재회했다. 2019년에 부안 실내 체육관에서 열린 진성 콘서트에 게스트로 출연 했으며 2020년에 아이콘택트에도 함께 출연했다.

## 앨범
- 1997년 님의 등불
- 2002년 내가 바보야
- 2005년 태클을 걸지마
- 2008년 안동역에서
- 2012년 님의 사랑 / 안동역에서
- 2013년 잊을 수 없는 영아 / 고향
- 2015년 가족을 지켜라 OST Part.12(건배 건배 컴백)
- 2016년 보릿고개
- 2017년 가지마
- 2017년 희야
- 2018년 보릿고개
- 2018년 진안아가씨
- 2019년 트롯가왕
- 2019년 명작가요베스트
- 2019년 미스터 트롯
- 2020년 디너쇼 스페셜
- 2020년 못난놈
- 2021년 빵빵한 내 청춘(베스트)
- 2021년 오케이 광자매 OST Part.8(오키도키야)
- 2022년 그 이름 어머니
- 2022년 그놈의 정

## 방송
- 2018년 MBN 《활기찬 주말 해피라이프》
- 2018년 MBC 《생방송 오늘저녁》
- 2018년 MBC 《휴먼다큐 사람이 좋다》
- 2018년 KBS1 《아침마당》
- 2018년 KBS2 《여유만만》
- 2018년 TV조선 《인생다큐 마이웨이》
- 2018년 TV조선 《구조신호 시그널》(특별출연)
- 2019년 채널A 《행복한 아침》 게스트 7월 3일 방송
- 2019년 MBC 《놀면 뭐하니?》 게스트
- 2020년 TV조선 《내일은 미스터트롯》
- 2020년 TV조선 《신청곡을 불러드립니다 - 사랑의 콜센타》
- 2020년 SBS 《집사부일체》 게스트
- 2020년 SBS 《미운 우리 새끼》 게스트
- 2020년 SBS 《트롯신이 떴다》
- 2020년 채널A 《아이콘택트》 게스트 4월 6일 방송
- 2020년 채널A 《행복한 아침》 게스트 5월 12일 방송
- 2020년 KBS2  《불후의 명곡》 전설(게스트) 8월 15일 방송
- 2020년 JTBC 《히든싱어》 3회 게스트 8월 21일 방송 - 준우승
- 2020년 MBN 《인생앨범 - 예스터데이》 4회 게스트 11월 27일 방송
- 2020년 MBN 《트롯파이터》 1회 12월 23일 방송
- 2020년 MBC 《트로트의 민족》 심사위원
- 2020년 TV조선 《내일은 미스트롯2》 심사위원
- 2021년 KBS1 《일꾼의 탄생》
- 2021년 SBS 《신발 벗고 돌싱포맨》 게스트
- 2022년 TV조선 《미스터트롯2 - 새로운 전설의 시작》 마스터
- 2023년 TV조선 《귀염뽕짝 원정대》
- 2023년 TV조선 《미스트롯3》심사위원
- 2023년 MBC 《생방송 행복드림 로또 6/45》- 게스트 1100회
- 2024년 KBS2 《사장님 귀는 당나귀 귀》 뉴 보스
- 2024년 TV조선 《미스쓰리랑》
- 2024년 SBS 《미운 우리 새끼》 게스트

## 공연
- 2023.05.28. 《2023 드림콘서트 트롯》(부산 아시아드주경기장 보조경기장)[1]

## 수상
- 2013년 대한민국나눔대상 사회공헌 부문 정보위원장상
- 2014년 MBC가요베스트 올해의 노래상
- 2014년 제13회 대한민국 전통가요대상 남자가수부문 우수상
- 2015년 제21회 대한민국 연예예술상 성인가요 가수상
- 2019년 제3회 소리바다 베스트 케이뮤직 어워즈 트로트 대상
- 2020년 제1회 트롯어워즈 트롯100년 남자 베스트 가수상
- 2021년 '제7회 대한민국 예술문화 스타대상' 예술문화스타대상